# Eduardo Penido
Eduardo Penido   (Rio de Janeiro, 23 de gener de 1960) és un regatista brasiler, ja retirat, que va competir durant les dècades de 1970 i 1980.
El 1980 va prendre part en els Jocs Olímpics d'Estiu de Moscou, on va guanyar la medalla d'or en la categoria de Classe 470 del programa de vela. Va compartir vaixell amb Marcos Soares. La seva victòria va ser tota una sorpresa.